# Natação nos Jogos Olímpicos de Verão de 2008 - 100 m peito feminino
A competição dos 100m peito feminino  nos Jogos Olímpicos de Verão de 2008 aconteceram entre os dias 10 e 12 de Agosto no Centro Aquático Nacional de Pequim.

## Medalhistas
| Ouro   | AUS Leisel Jones |
| Prata  | USA Rebecca Soni |
| Bronze | AUT Mirna Jukić  |

## Recordes
Antes desta competição, os recordes mundiais e olímpicos da prova eram os seguintes:
| Tipo | Atleta           | Tempo   | Local     | Data                 | Ref |
| ---- | ---------------- | ------- | --------- | -------------------- | --- |
|      | AUS Leisel Jones | 1:05.09 | Melbourne | 20 de março de 2006  | ver |
|      | CHN Luo Xuejuan  | 1:06.64 | Atenas    | 16 de agosto de 2004 |     |

## Eliminatórias
| #  | Eliminatória | Pista | Nadador                       | Tempo   | Notas |
| -- | ------------ | ----- | ----------------------------- | ------- | ----- |
| 1  | 7            | 4     | AUS Leisel Jones              | 1:05.64 | OR    |
| 2  | 7            | 3     | RUS Yuliya Efimova            | 1:06.08 | ER    |
| 3  | 5            | 6     | AUT Mirna Jukić               | 1:07.06 |       |
| 4  | 5            | 4     | USA Rebecca Soni              | 1:07.44 |       |
| 5  | 7            | 1     | RSA Suzaan van Biljon         | 1:07.55 |       |
| 6  | 6            | 1     | CHN Sun Ye                    | 1:07.81 |       |
| 7  | 6            | 4     | AUS Tarnee White              | 1:07.83 |       |
| 8  | 7            | 6     | SWE Joline Hostman            | 1:07.91 |       |
| 9  | 7            | 5     | USA Megan Quann               | 1:08.07 |       |
| 10 | 5            | 7     | CAN Jillian Tyler             | 1:08.13 |       |
| 11 | 6            | 3     | GBR Kate Haywood              | 1:08.18 |       |
| 12 | 5            | 2     | CHN Chen Huijia               | 1:08.24 |       |
| 13 | 5            | 3     | CAN Annamay Pierse            | 1:08.25 |       |
| 14 | 6            | 2     | GBR Kirsty Balfour            | 1:08.30 |       |
| 15 | 5            | 1     | JPN Asami Kitagawa            | 1:08.36 |       |
| 16 | 7            | 8     | BEL Elise Matthysen           | 1:08.37 |       |
| 17 | 6            | 6     | JPN Mequmi Taneda             | 1:08.45 |       |
| 18 | 7            | 2     | RUS Elena Bogomazova          | 1:08.63 |       |
| 19 | 3            | 2     | MAR Sara Elbekri              | 1:08.66 |       |
| 20 | 6            | 5     | GER Sarah Poewe               | 1:08.69 |       |
| 21 | 6            | 7     | SWE Hannah Westrin            | 1:08.80 |       |
| 22 | 4            | 4     | ITA Roberta Panara            | 1:08.90 |       |
| 23 | 4            | 5     | KOR Jung Seulki               | 1:09.26 |       |
| 24 | 6            | 8     | UKR Yuliya Pidlisna           | 1:09.72 |       |
| 25 | 5            | 5     | UKR Anna Khlistunova          | 1:09.95 |       |
| 26 | 4            | 2     | POR Diana Gomes               | 1:10.02 |       |
| 27 | 4            | 3     | BLR Inna Kapishina            | 1:10.15 |       |
| 28 | 4            | 1     | TUR Dilara Buse Gunaydin      | 1:10.45 |       |
| 29 | 5            | 8     | FRA Sophie de Ronchi          | 1:10.46 |       |
| 30 | 4            | 6     | GRE Angeliki Exarchou         | 1:10.47 |       |
| 31 | 3            | 6     | MEX Adriana Marmolejo         | 1:10.73 |       |
| 32 | 4            | 7     | SIN Nicolette Teo             | 1:10.76 |       |
| 33 | 3            | 3     | CRO Smiljana Marinović        | 1:10.94 |       |
| 34 | 2            | 4     | KAZ Yekaterina Sadovnik       | 1:11.14 |       |
| 35 | 4            | 8     | NED Jolijn van Valkengoed     | 1:11.26 |       |
| 36 | 7            | 7     | GER Sonja Schober             | 1:11.36 |       |
| 37 | 3            | 4     | ARG Liliana Eugenia Guiscardo | 1:11.43 |       |
| 38 | 2            | 5     | PER Valeria Silva             | 1:11.64 |       |
| 39 | 3            | 8     | BRA Tatiane Sakemi            | 1:11.75 |       |
| 40 | 3            | 5     | ISL Erla Dogg Haraldsdottir   | 1:11.78 |       |
| 41 | 3            | 1     | HUN Reka Pecz                 | 1:12.17 |       |
| 42 | 2            | 6     | LCA Danielle Beaubrun         | 1:12.85 |       |
| 43 | 3            | 7     | SRB Nadja Higl                | 1:13.19 |       |
| 44 | 2            | 3     | SRI Mayumi Raheem             | 1:15.33 |       |
| 45 | 2            | 2     | LIB Nibal Yamout              | 1:16.17 |       |
| 46 | 2            | 7     | AZE Oksana Hatamkhanova       | 1:20.22 |       |
| 47 | 1            | 5     | LBA Asmahan Farhat            | 1:21.68 |       |
| 48 | 1            | 4     | GEO Ann Salnikova             | 1:21.70 |       |
| 49 | 1            | 3     | MLI Mariam Pauline Keita      | 1:24.26 |       |

## Semi-finais
| #  | Eliminatória | Pista | Nadador               | Tempo   | Notas |
| -- | ------------ | ----- | --------------------- | ------- | ----- |
| 1  | 2            | 4     | AUS Leisel Jones      | 1:05.80 |       |
| 2  | 1            | 5     | USA Rebecca Soni      | 1:07.07 |       |
| 3  | 2            | 5     | AUT Mirna Jukić       | 1:07.27 |       |
| 4  | 2            | 6     | AUS Tarnee White      | 1:07.48 |       |
| 5  | 1            | 4     | RUS Yuliya Efimova    | 1:07.50 |       |
| 6  | 1            | 3     | CHN Ye Sun            | 1:07.72 |       |
| 7  | 2            | 2     | USA Megan Quann       | 1:08.07 |       |
| 8  | 2            | 8     | JPN Asami Kitagawa    | 1:08.23 |       |
| 9  | 1            | 6     | SWE Joline Hostman    | 1:08.26 |       |
| 10 | 2            | 1     | CAN Annamay Pierse    | 1:08.27 |       |
| 11 | 2            | 7     | GBR Kate Haywood      | 1:08.36 |       |
| 12 | 1            | 7     | CHN Chen Huijia       | 1:08.60 |       |
| 13 | 1            | 2     | CAN Jillian Tyler     | 1:09.00 |       |
| 14 | 1            | 8     | BEL Elise Matthysen   | 1:09.00 |       |
| 15 | 1            | 1     | GBR Kirsty Balfour    | 1:09.23 |       |
| 16 | 2            | 3     | RSA Suzaan van Biljon | 1:09.56 |       |

## Final
| #                 | Pista | Nome           | País               | Tempo   | Notas |
| ----------------- | ----- | -------------- | ------------------ | ------- | ----- |
| Medalha de ouro   | 4     | Leisel Jones   | AUS Austrália      | 1:05.17 | OR    |
| Medalha de prata  | 5     | Rebecca Soni   | USA Estados Unidos | 1:06.73 |       |
| Medalha de bronze | 3     | Mirna Jukic    | AUT Áustria        | 1:07.34 |       |
| 4                 | 2     | Yuliya Efimova | RUS Rússia         | 1:07.43 |       |
| 5                 | 1     | Megan Quann    | USA Estados Unidos | 1:07.62 |       |
| 6                 | 6     | Tarnee White   | AUS Austrália      | 1:07.63 |       |
| 7                 | 7     | Sun Ye         | CHN China          | 1:08.08 |       |
| 8                 | 8     | Asami Kitagawa | JPN Japão          | 1:08.43 |       |

Legenda
| Recorde mundial      | Recorde mundial (World record)               |                       | Recorde africano                      | Recorde africano (African) |                                           | Q | Classificado por posição (Qualified) |
| Recorde olímpico     | Recorde olímpico (Olympic record)            | Recorde da América    | Recorde da América (Americas)         | q                          | Classificado por melhor tempo (Qualified) |   |                                      |
| Melhor marca do ano  | Melhor marca do ano (World leading)          | Recorde asiático      | Recorde asiático (Asian)              | DNS                        | Não largou (Did not start)                |   |                                      |
| Recorde nacional     | Recorde nacional (National record)           | Recorde europeu       | Recorde europeu (European)            | DNF                        | Não terminou (Did not finish)             |   |                                      |
| Recorde pessoal      | Recorde pessoal do atleta (Personal best)    | Recorde da Oceania    | Recorde da Oceania (Oceania)          | DSQ / DQ                   | Desclassificado (Disqualified)            |   |                                      |
| Recorde da temporada | Recorde da temporada do atleta (Season best) | Recorde sul-americano | Recorde sul-americano (South America) | NM                         | Sem marca (No mark)                       |   |                                      |